# Europa de Sud

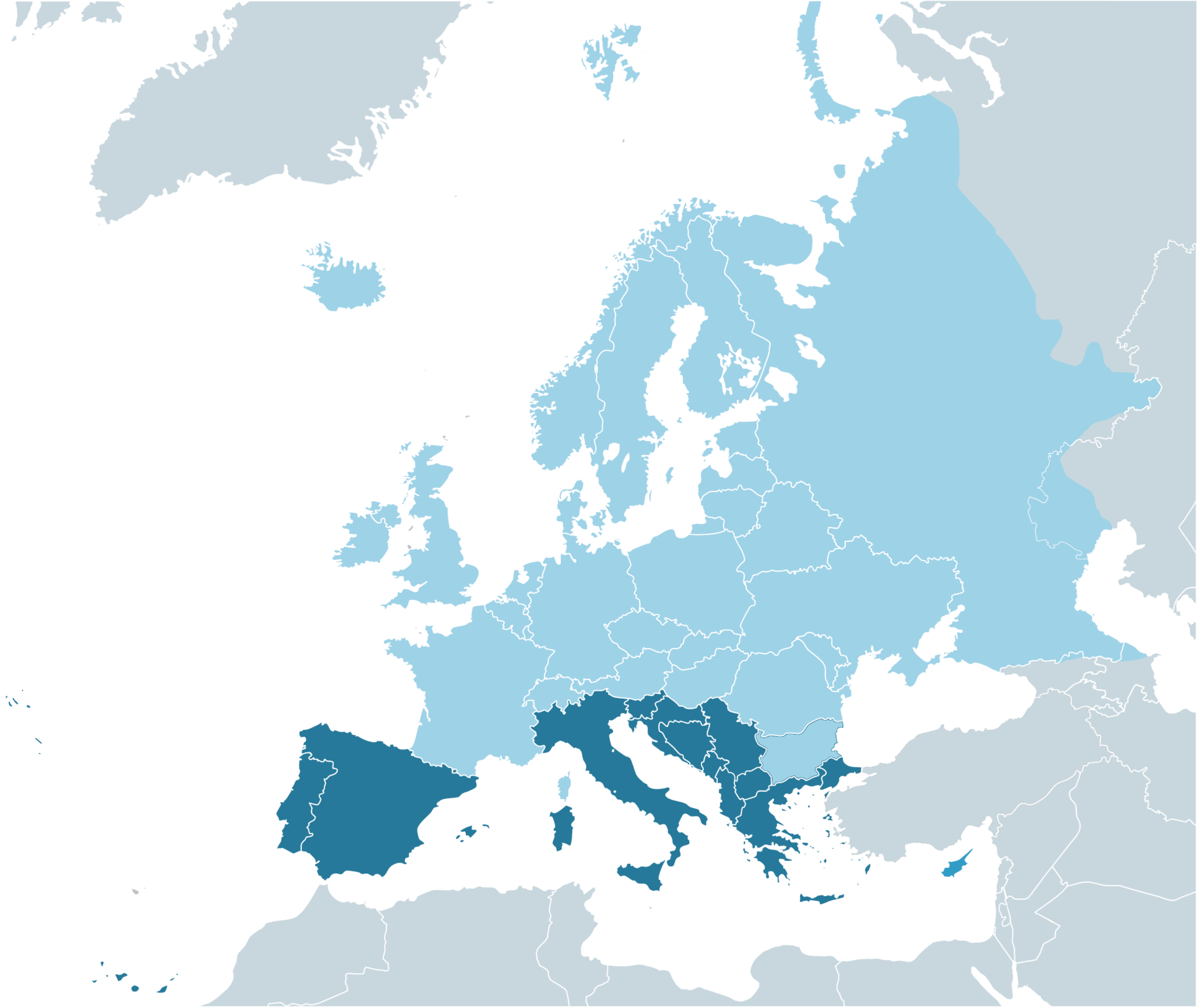
Harta Europei Sudice

Europa de Sud (Europa Mediteraneană) cuprinde cele trei mari peninsule sudice ale Europei (Peninsula Italică, Peninsula Iberică și Peninsula Balcanică), o serie de insule și porțiunile din Marea Mediterană strâns legate de continent (golfuri, mări semideschise).

## Caracteristici
Limitele

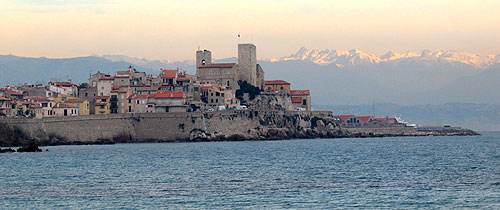
Coasta de Azur

Limitele regiunii mediteraneene au un caracter convențional (adică sunt stabilite printr-o înțelegere) și sunt cuprinse între limita nordică a măslinului și limita nordică a palmierilor.
Clima reprezintă elementul geografic determinat. Ea se caracterizează prin veri călduroase și secetoase. Această combinație rară reprezintă originalitatea majoră a regiunii mediteraneene. Un fenomen deosebit este reîncălzirea atmosferei datorită Mării Mediterane (care este o mare închisă și caldă).
Vegetația
Vegetația este adaptată la uscăciunea estivală, predominând plantele adaptate la secată (laur, arbuști, leandru, măslin), asociațiile de tip garriga și maquis; în afara zonelor montane înalte, pădurile sunt mai reduse ca întindere, datorită exploatării îndelungate.
Hidrografia
O caracteristică interesantă a Mării Mediterane (ca și a Mării Negre, de altfel) este absența mareelor ceea ce a favorizat dezvoltarea porturilor pe linia țărmului.
Relieful

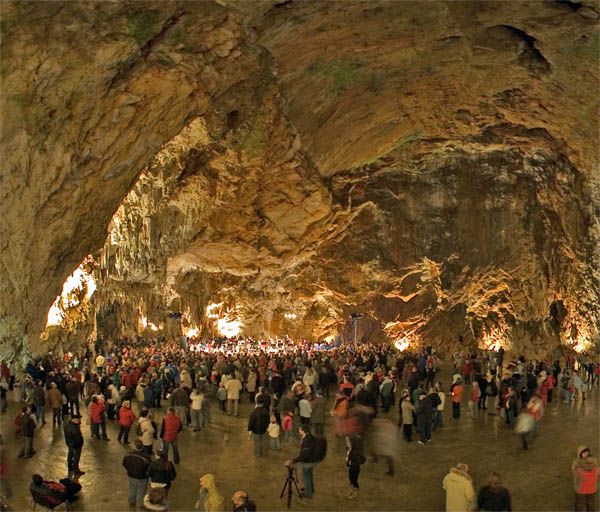
Peștera Postojna din Slovenia

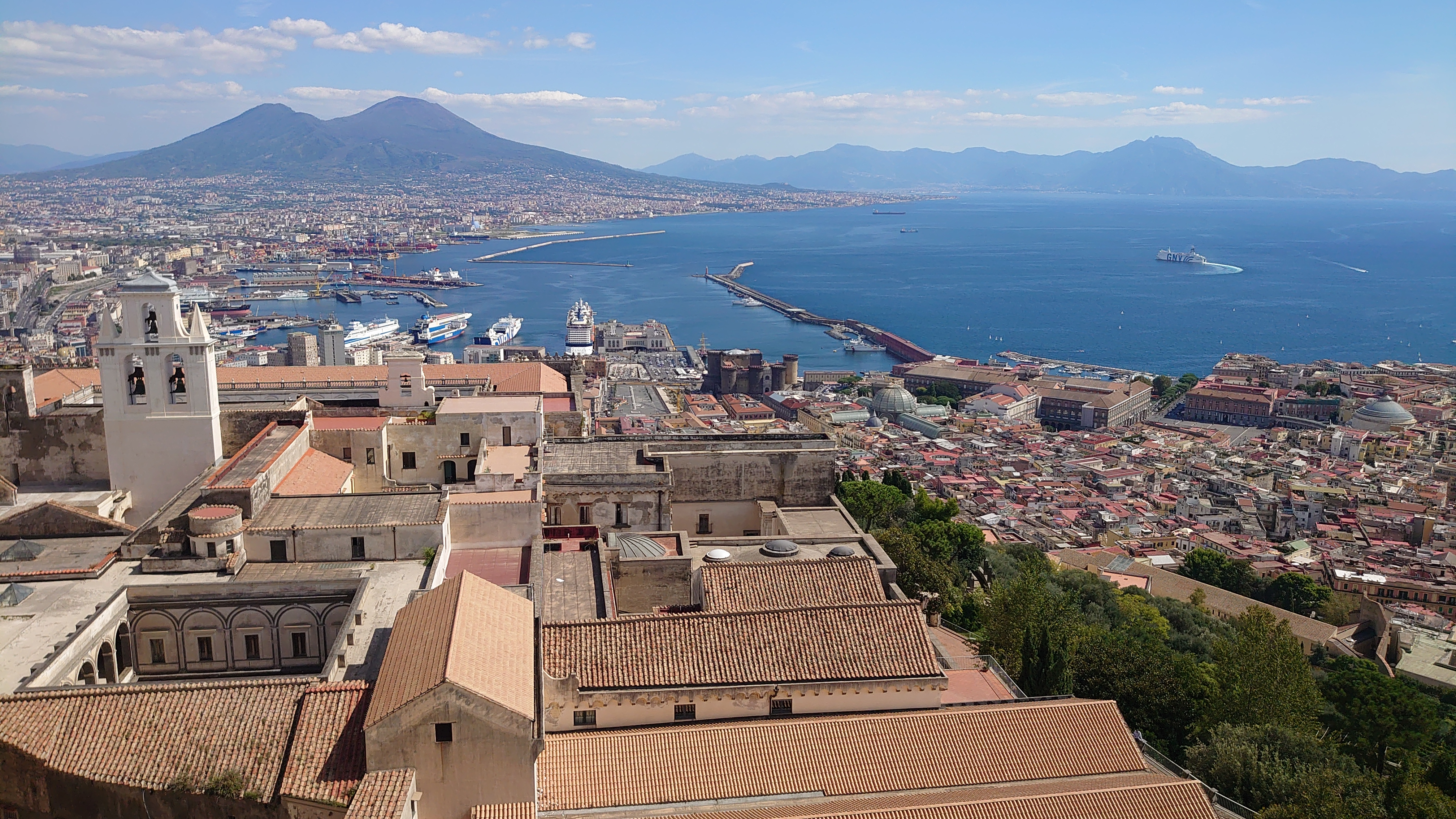
Orașul Napoli și Vulcanul Vezuviu

Predominant este cel montan și aparține, în cea mai mare parte, sistemului alpin format în urma orogenezei alpine. De asemenea țărmurile sunt foarte crestate. Se observă o mare mobilitate a scoarței terestre, datorită deplasării plăcilor tectonice din această regiune.
Agricultura
Se cultivă plante specifice acestei zone cum ar fi: viță-de-vie, citrice, măslini și alți pomi fructiferi. Seceta este combătută cu ajutorul irigațiilor.
Turismul
Turismul litoral este foarte dezvoltat, atrăgând anual peste 150 milioane de turiști (peste un sfert din turiștii înregistrați pe glob).
Europa de Sud include următoarele țări:
Portugalia - Lisabona;
Spania - Madrid;
Malta - Valletta;
Italia - Roma;
Grecia - Atena;
Romania - Bucuresti;
Cipru - Nicosia;
Albania - Tirana;
Bulgaria - Sofia;
Serbia - Belgrad; 
Muntenegru - Podgorița;
Slovenia - Ljubljana (Liubliana);
Croația - Zagreb;
Macedonia de Nord - Skopje (Scopie);
Bosnia și Herțegovina - Sarajevo (Saraievo);
Turcia - Ankara;